# Caradrina semiconfluens
Caradrina semiconfluens är en fjärilsart som beskrevs av Barend J. Lempke 1942. Caradrina semiconfluens ingår i släktet Caradrina och familjen nattflyn. Inga underarter finns listade i Catalogue of Life.